# Max Falter
Max Falter (* 30. September 1937 in Bad Aibling; † 24. Januar 2006 in Kolbermoor) war ein deutscher Politiker (SPD).
Falter besuchte die Volksschule Bad Aibling und die Handelsschule Alpenland in Kolbermoor mit dem Abschluss der mittleren Reife. Nach einer kaufmännischen Lehre in München war er bis 1978 als Kaufmann tätig.
Falter war Unterbezirksgeschäftsführer bei der SPD in Rosenheim, Kreisrat im Landkreis Rosenheim, Stadtrat in Bad Aibling und Gemeinderat in Bad Feilnbach. Vom 31. Mai bis zum 15. Oktober 1978 war er kurzzeitig Mitglied des Bayerischen Landtags als Nachrücker für Erich Zeitler. Danach war er noch einmal von 1982 bis 1986 Landtagsabgeordneter.